# Dinopercidae
Los Dinopercidae son una familia de peces marinos incluida en el orden Perciformes. Se distribuyen por las costas del océano Índico y sur africano del Atlántico hasta Angola.
Aleta dorsal continua, con 9 a 11 espinas y 18 a 20 radios blandos; aleta anal con 3 espinas y unos 13 radios blandos; aleta caudal truncada; mandíbula inferior protrusible, maxilar expuesto con gran supramaxilar; preopérculo serrado y dos espinas en el opérculo; gran vejiga natatoria; huesos frontales con una alta cresta en medio.
Su nombre procede del griego: dino (terrible) + percidae (percas).

## Géneros y especies
Existen dos únicas especies en cada uno de sendos géneros:
- Género Centrarchops (Fowler, 1923)
  - Centrarchops chapini (Fowler, 1923) - Cherna rayada
- Género Dinoperca (Boulenger, 1895)
  - Dinoperca petersi (F. Day, 1875)